# جورج غودفري
جورج غودفري (بالإنجليزية: George Godfrey)‏ (25 يناير 1897 بموبيل في الولايات المتحدة - 13 أغسطس 1947 بلوس أنجلوس في الولايات المتحدة) هو ملاكم أمريكي، صنّف ضمن فئة وزن ثقيل.

## إحصائيات
خاض خلال مسيرته 118 نزالا، فاز في 95 وتعادل في 2 وخسر في 21. فاز بالضربة القاضية في 77 نزالا.

## روابط خارجية
- جورج غودفري على موقع بوكس ريك (الإنجليزية) (registration required)